# Дендропарк «Дружба» (Черкаська область)
Дендропа́рк «Дру́жба» — парк-пам'ятка садово-паркового мистецтва місцевого значення в Україні. Об'єкт розташований на території Уманського району Черкаської області, квартал 84 Синицького лісництва. 
Площа — 9 га, статус отриманий 13 травня 1975 року.